# Клайн-Прибус

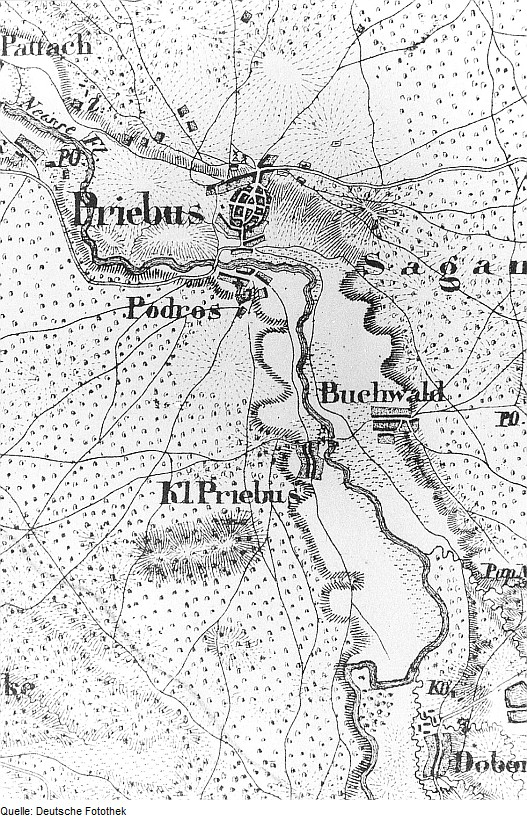
Деревни Клайн-Прибус и Подроше на Топографической карте Восточной Пруссии, 1823 год

Клайн-Прибус или Пши́бузк (нем. Klein Priebus; в.-луж. Přibuzkо файле) — деревня в Верхней Лужице, Германия. Входит в состав коммуны Краушвиц района Гёрлиц в земле Саксония. Подчиняется административному округу Дрезден.

## География
Находится на левом берегу реки Ныса-Лужицка, являющейся на этом участке государственной границей между Германией и Польшей. Около деревни находится пограничный пункт между Германией и Польшей.
Соседние населённые пункты: на северо-западе — деревня Подрождж, востоке — польская деревня Буче (до 1945 года — Бухвальде) и юго-востоке — деревня Штайнбах (входит в городские границы Ротенбурга).

## История
Впервые упоминается в 1521 году под наименованием Pribeßgen. В средние века входила в Мужаковское княжество. Во время Второй мировой войны была объединена с соседней деревней Бухвальде (сегодня — польская деревня Буче гмины Пшивуз). С 1994 года входит в состав современной коммуны Краушвиц.
В настоящее время деревня входит в состав культурно-территориальной автономии «Лужицкая поселенческая область», на территории которой действуют законодательные акты земель Саксонии и Бранденбурга, содействующие сохранению лужицких языков и культуры лужичан.
Исторические немецкие наименования
- Pribeßgen, 1521
- Klein Pribiß, 1552
- Klein Priebuß, 1597
- Klein Priebus, 1791

## Население
Официальным языком в населённом пункте, помимо немецкого, является также верхнелужицкий язык.
| 1825 | 1871 | 1885 | 1905 | 1925 | 1946 | 1950 | 1964 | 1990 | 2011 |
| ---- | ---- | ---- | ---- | ---- | ---- | ---- | ---- | ---- | ---- |
| 135  | 148  | 161  | 219  | 227  | 276  | 492  | 384  | 178  | 123  |